# Oberweiler im Tal
Pour les articles homonymes, voir Oberweiler.
Oberweiler im Tal est une municipalité de la Verbandsgemeinde de Wolfstein, dans l'arrondissement de Kusel, en Rhénanie-Palatinat, dans l'ouest de l'Allemagne.